# Dickinson (Texas)
Dickinson è un centro abitato degli Stati Uniti d'America situato nella contea di Galveston dello Stato del Texas.
La popolazione era di 18.680 persone al censimento del 2010.

## Geografia fisica
Dickinson è situata a 29°27′38″N 95°03′14″W (29.460467, -95.053856), circa 28 miglia (45 km) a sud est di Houston e 19 miglia (31 chilometri) a nord ovest di Galveston.
Secondo lo United States Census Bureau, ha un'area totale di 10,3 miglia quadrate (26,6 km²), di cui 9,9 miglia quadrate (25,6 km²) di terreno e 0,42 miglia quadrate (1,1 km²), o 3,95%, d'acqua.

## Società

### Evoluzione demografica
Secondo il censimento del 2000, c'erano 17.093 persone, 6.162 nuclei familiari e 4.522 famiglie residenti nella città. La densità di popolazione era di 1.770,7 persone per miglio quadrato (683,9/km²). C'erano 6.556 unità abitative a una densità media di 679,1 per miglio quadrato (262,3/km²). La composizione etnica della città era formata dal 75,35% di bianchi, il 10,52% di afroamericani, lo 0,64% di nativi americani, l'1,21% di asiatici, lo 0,04% di isolani del Pacifico, il 12,82% di altre razze, e il 2,43% di due o più etnie. Ispanici o latinos di qualunque razza erano il 24,90% della popolazione.
C'erano 6.162 nuclei familiari di cui il 36,6% aveva figli di età inferiore ai 18 anni, il 55,4% erano coppie sposate conviventi, il 13,0% aveva un capofamiglia femmina senza marito, e il 26,6% erano non-famiglie. Il 21,6% di tutti i nuclei familiari erano individuali e il 6,6% aveva componenti con un'età di 65 anni o più che vivevano da soli. Il numero di componenti medio di un nucleo familiare era di 2,76 e quello di una famiglia era di 3,22.
La popolazione era composta dal 28,5% di persone sotto i 18 anni, il 9,6% di persone dai 18 ai 24 anni, il 30,5% di persone dai 25 ai 44 anni, il 21,8% di persone dai 45 ai 64 anni, e il 9,6% di persone di 65 anni o più. L'età media era di 34 anni. Per ogni 100 femmine c'erano 99,7 maschi. Per ogni 100 femmine dai 18 anni in giù, c'erano 98,2 maschi.
Il reddito medio di un nucleo familiare era di 41.984 dollari, e quello di una famiglia era di 46.585 dollari. I maschi avevano un reddito medio di 36.391 dollari contro i 26.943 dollari delle femmine. Il reddito pro capite era di 19.785 dollari. Circa il 9,5% delle famiglie e il 13,1% della popolazione erano sotto la soglia di povertà, incluso il 17,6% di persone sotto i 18 anni e il 7,2% di persone di 65 anni o più.